# Today's Empires, Tomorrow's Ashes
Albums de Propagandhi
Where Quantity Is Job # 1
(1996) Potemkin City Limits
(2005)
Today's Empires, Tomorrow's Ashes, sorti en 2001, est le quatrième album du groupe de punk hardcore/metal canadien Propagandhi. Enregistré « en territoire ennemi », comme indiqué dans le livret (c'est-à-dire aux États-Unis (plus précisément au Motor Studios de Ryan Greene, à San Francisco)), il tient son titre d'une citation de Mumia Abu-Jamal, par ailleurs inscrite au dos du livret de l'album : 
« Conventional wisdom would have one believe that it is insane to resist this, the mightiest of empires...but what history really shows is that today's empire is tomorrow's ashes, that nothing last forever, and that to not resist is to acquiesce in your own oppression. The greatest form of sanity that anyone can exercise is to resist that force that is trying to repress, oppress, and fight down the human spirit. »

## Personnel
- Chris Hannah : chant et guitare
- Todd Kowalsky : chant et basse
- Jord Samolesky : batterie (et orgue d'église sur l'intro du titre Ego Fum papa (I Am The Pope))

## Liste des chansons de l'album
| 1.    | Mate Ka Moris Ukun Rasik An                                               | 3:03 |
| 2.    | Fuck The Border                                                           | 1:31 |
| 3.    | Today's Empires, Tomorrow's Ashes                                         | 2:37 |
| 4.    | Back To The Motor League                                                  | 2:40 |
| 5.    | Natural Disasters                                                         | 2:04 |
| 6.    | With Friends Like These, Who The Fuck Needs Cointelpro?                   | 3:23 |
| 7.    | Albright Monument Bagdad                                                  | 2:27 |
| 8.    | Ordinary People Do Fucked-Up Things When Fucked-Up Things Become Ordinary | 2:17 |
| 9.    | Ladies Nite In Loserville                                                 | 1:45 |
| 10.   | Ego Fum Papa (I Am The Pope)                                              | 1:38 |
| 11.   | New Homes For Idle Hands                                                  | 1:44 |
| 12.   | Bullshit Politicians                                                      | 1:33 |
| 13.   | March Of The Crabs                                                        | 1:56 |
| 14.   | Purina Hall Of Fame                                                       | 4:45 |
| 33:21 |                                                                           |      |

## En plus
Ce disque contient une plage CD-Rom/multimédia sur laquelle figurent une présentation du groupe par ses membres, divers documentaires historiques sur le FBI, la CIA, et autres administrations américaines, un aperçu de la discographie du groupe, et divers liens vers le site Internet du combo et vers d'autres groupes signés sur le label monté par le groupe (G7 Welcoming Committee).